# Enceinte d'Arras
Ne doit pas être confondu avec Citadelle d'Arras.
L'enceinte d'Arras est un ancien ensemble de fortifications qui protégeait la ville d'Arras, dans le Nord-Pas-de-Calais, en France. Cet ensemble a été construit au Moyen Âge puis modifié pour l'adapter à l'artillerie. Les vestiges sont inscrits aux monuments historiques par arrêté le 5 octobre 1945.

## Historique
On connaît peu de choses sur les fortifications de la cité antique, hormis qu'elles sont datées du IIIe siècle. Il semble que ces murs furent progressivement détruits, la cité n'étant plus protégée par des murs jusqu'aux travaux de Louis XI.
Les premiers ouvrages de défense à Arras sont construits à la suite des invasions normandes et la volonté de protéger l'abbaye Saint-Vaast. Suivant le processus d'inecclesiamento, l'habitat arrageois se ressert autour de l'abbaye et de la cathédrale, formant deux villes distinctes. Après l'âge d'or de la ville et son fort développement démographique, les habitations sont entourées de murailles au XIIe siècle, sur un périmètre qui restera le même jusqu'au démantèlement de 1893.

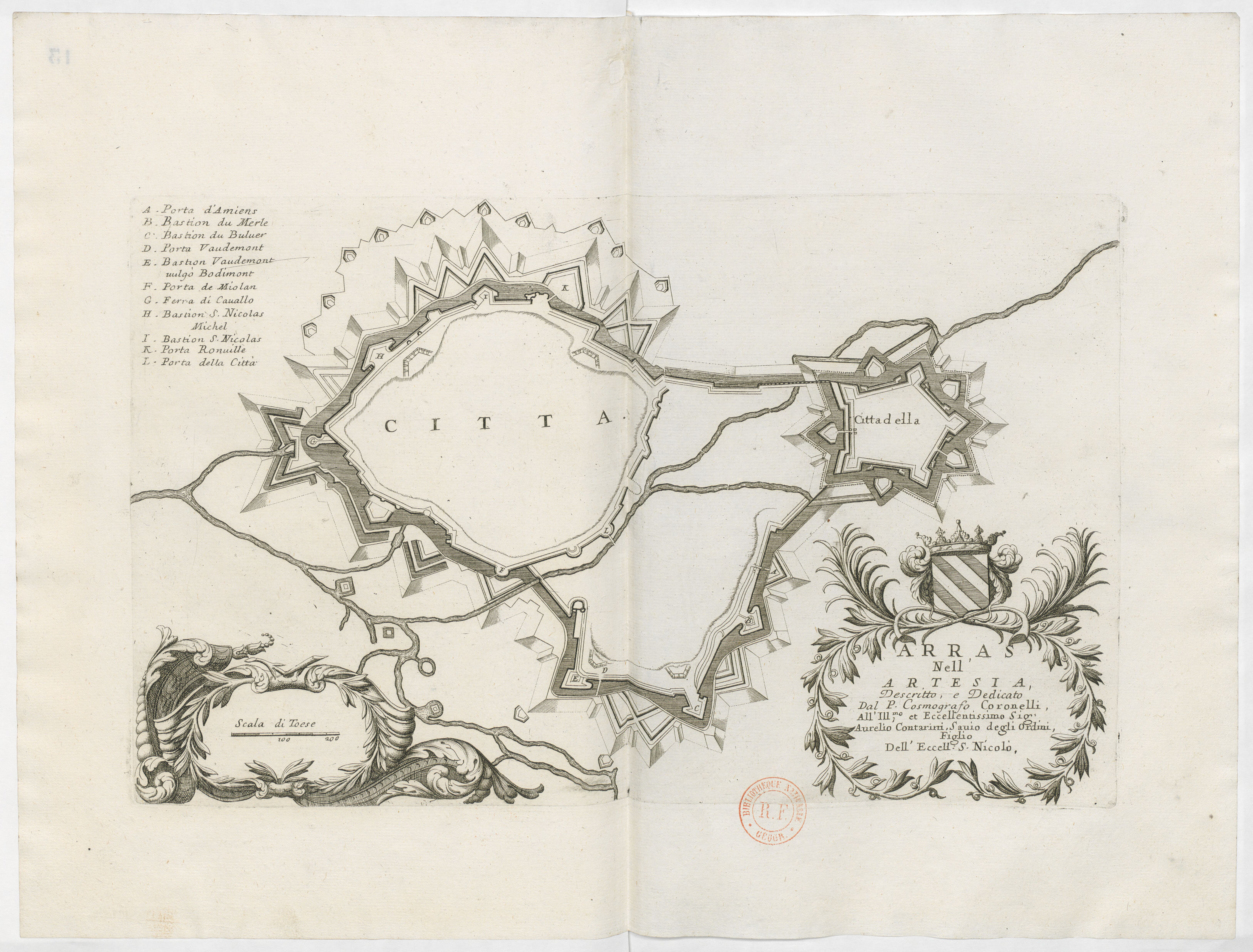
Vue du système de fortifications d'Arras (1678-1710).

Dès le siège d'Arras de 1640, les fortifications de la ville sont en mauvais état. Les contrescarpes étaient seulement indiquées et les demi-lunes ne pouvaient pas encore servir à la défense. À la fin du XVIIe siècle, les fortifications sont toujours en mauvais état ; la construction de la citadelle n'a pas permis d'entretenir les remparts. En juin 1679, Louis XIV établit deux octrois pour l'entretien des fortifications. En 1700-1701, les remparts entre la ville et la cité sont détruits. Dans le même temps, les chemins couverts sont palissadés.
Les remparts sont détruits entre 1894 et 1896.

## Description

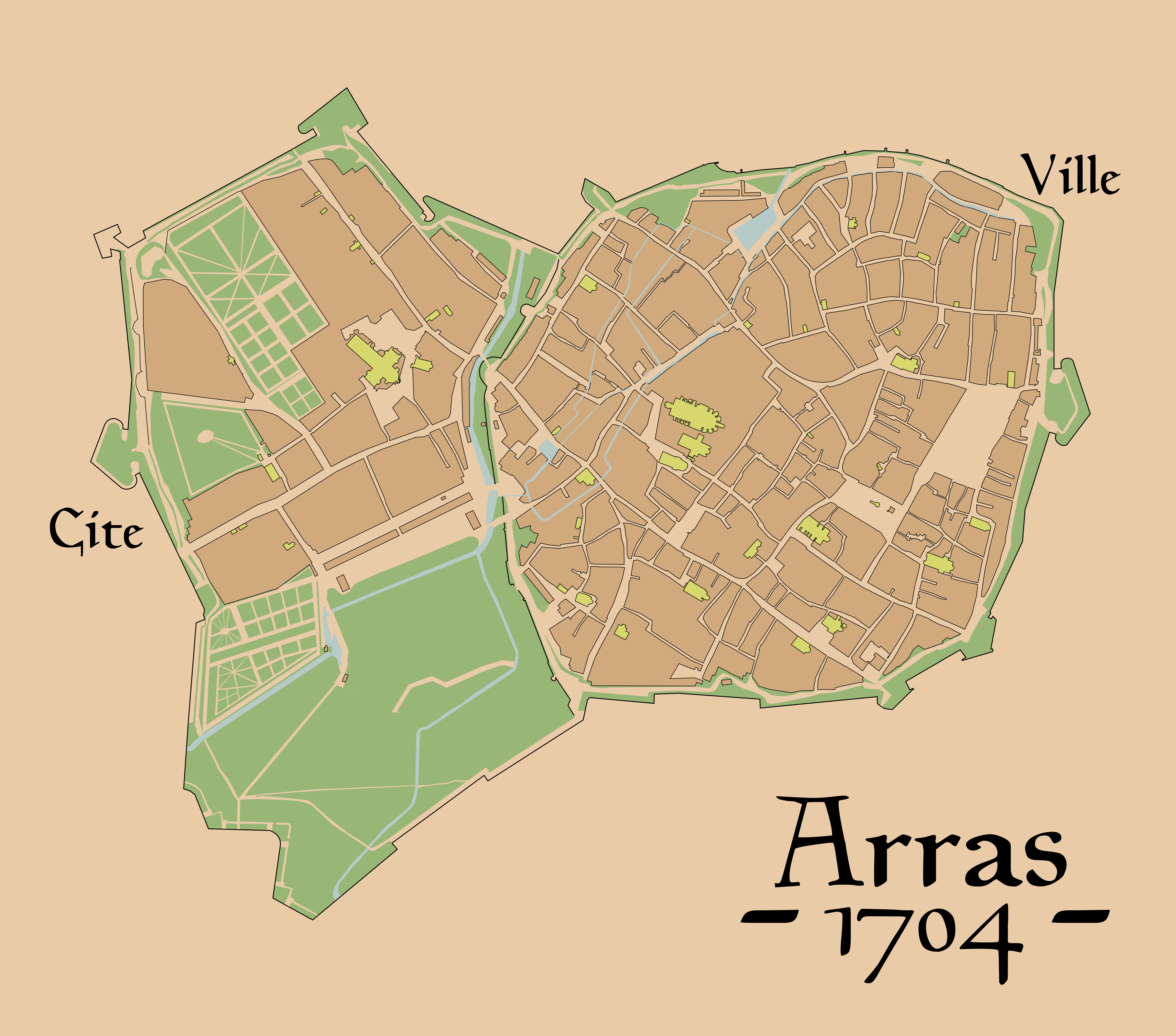
Vue de l'enceinte de la ville en 1704

Les remparts d'Arras protégeaient à la fois la cité et la ville d'Arras. Le tracé des remparts construits au XIIe siècle suit aujourd'hui peu ou prou le tracé des boulevards entourant le centre-ville.
Depuis le démantèlement de 1893 et les travaux d'aménagement du quartier ouest dans les années 1960, il ne reste aujourd'hui plus que le bastion de Roeux (ou des chouettes) ainsi que sa courtine au sud.

### Les portes
L'enceinte était percée de nombreuses portes, dont le nombre n'a cessé de diminuer jusqu'au démantèlement : 
| Illustration                               | Nom                    | Type de fortification                      | Localisation                | Notes                                                                                  |
| Ville                                      | Ville                  | Ville                                      | Ville                       |                                                                                        |
| ------------------------------------------ | ---------------------- | ------------------------------------------ | --------------------------- | -------------------------------------------------------------------------------------- |
|                                            | Porte Barbakane        | Murailles médiévales                       | 50° 17′ 25″ N, 2° 46′ 08″ E |                                                                                        |
|                                            | Porte de Cité          | - Murailles médiévales - Remparts modernes | 50° 17′ 35″ N, 2° 46′ 06″ E |                                                                                        |
|                                            | Porte d'Eau            | - Murailles médiévales - Remparts modernes | 50° 17′ 46″ N, 2° 46′ 32″ E |                                                                                        |
|                                            | Porte de l'Estrée      | Murailles médiévales                       |                             |                                                                                        |
|                                            | Porte d'Hagerue        | Murailles médiévales                       | 50° 17′ 16″ N, 2° 46′ 15″ E |                                                                                        |
| - Murailles médiévales - Remparts modernes | Porte Méaulens         | - Murailles médiévales - Remparts modernes | 50° 17′ 44″ N, 2° 46′ 16″ E |                                                                                        |
|                                            | Porte Puniel           | Murailles médiévales                       |                             |                                                                                        |
|                                            | Porte du Quai          | Remparts modernes                          |                             |                                                                                        |
| - Murailles médiévales - Remparts modernes | Porte Ronville         | - Murailles médiévales - Remparts modernes | 50° 17′ 16″ N, 2° 46′ 42″ E |                                                                                        |
|                                            | Porte Saint-Michel     | - Murailles médiévales - Remparts modernes | 50° 17′ 34″ N, 2° 46′ 56″ E | Devenue un bastion des remparts modernes avant d'être à nouveau ouverte au XIXe siècle |
| - Murailles médiévales - Remparts modernes | Porte Saint-Nicolas    | Murailles médiévales                       | 50° 17′ 19″ N, 2° 46′ 50″ E | Devenue un bastion des remparts modernes                                               |
|                                            | Porte des Soupirs      | Remparts modernes                          | 50° 17′ 11″ N, 2° 46′ 11″ E |                                                                                        |
| Cité                                       |                        |                                            |                             |                                                                                        |
|                                            | Porte d'Amiens         | - Murailles médiévales - Remparts modernes | 50° 17′ 23″ N, 2° 45′ 40″ E |                                                                                        |
|                                            | Porte Baudimont        | - Murailles médiévales - Remparts modernes | 50° 17′ 46″ N, 2° 45′ 48″ E |                                                                                        |
|                                            | Porte de Brones        | Murailles médiévales                       | 50° 17′ 25″ N, 2° 45′ 58″ E |                                                                                        |
|                                            | Porte Maître-Adam      | Murailles médiévales                       | 50° 17′ 43″ N, 2° 45′ 59″ E |                                                                                        |
|                                            | Porte Triperesse       | Murailles médiévales                       | 50° 17′ 38″ N, 2° 46′ 08″ E |                                                                                        |
|                                            | Ancienne porte de cité | Murailles médiévales                       | 50° 17′ 35″ N, 2° 46′ 04″ E |                                                                                        |

## Dans les arts
Les portes des remparts de la commune d'Arras ont été peintes par Charles Desavary. Les tableaux appelés Les Douze Portes d'Arras, prises d'après nature en 1883 se composent des douze portes de la commune : la porte des Soupirs, la porte d'Hagerue, la porte Ronville, la porte Saint-Nicolas, la porte Saint-Michel, la porte d'Eau, la porte du Quai, la porte Méaulens, la porte Maître-Adam, la porte Baudimont, la porte d'Amiens et la porte de la Citadelle. Ils sont exposés au musée des Beaux-Arts d'Arras.

Sélection de cinq tableaux des portes par Charles Desavary.
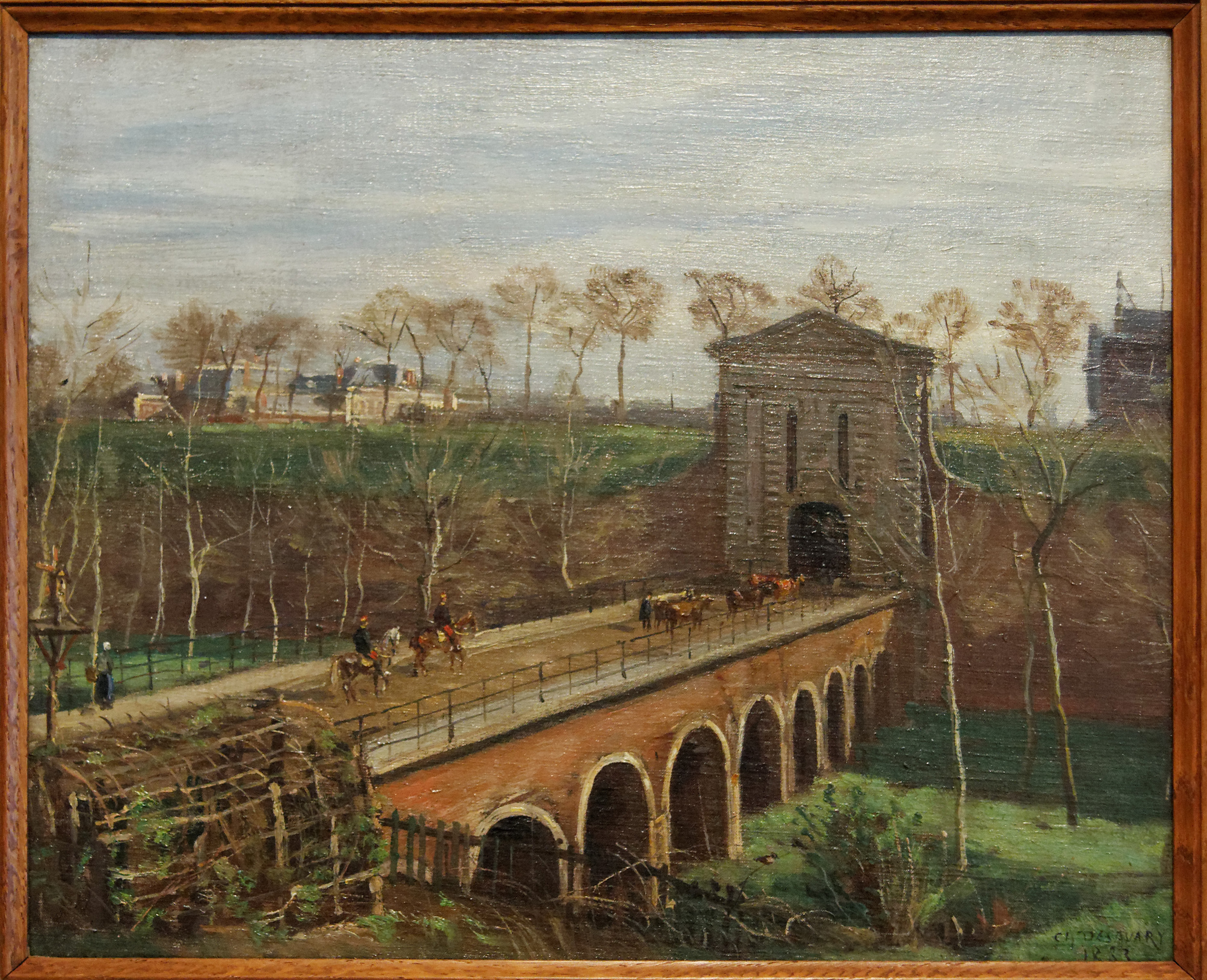
La Porte d'Amiens.
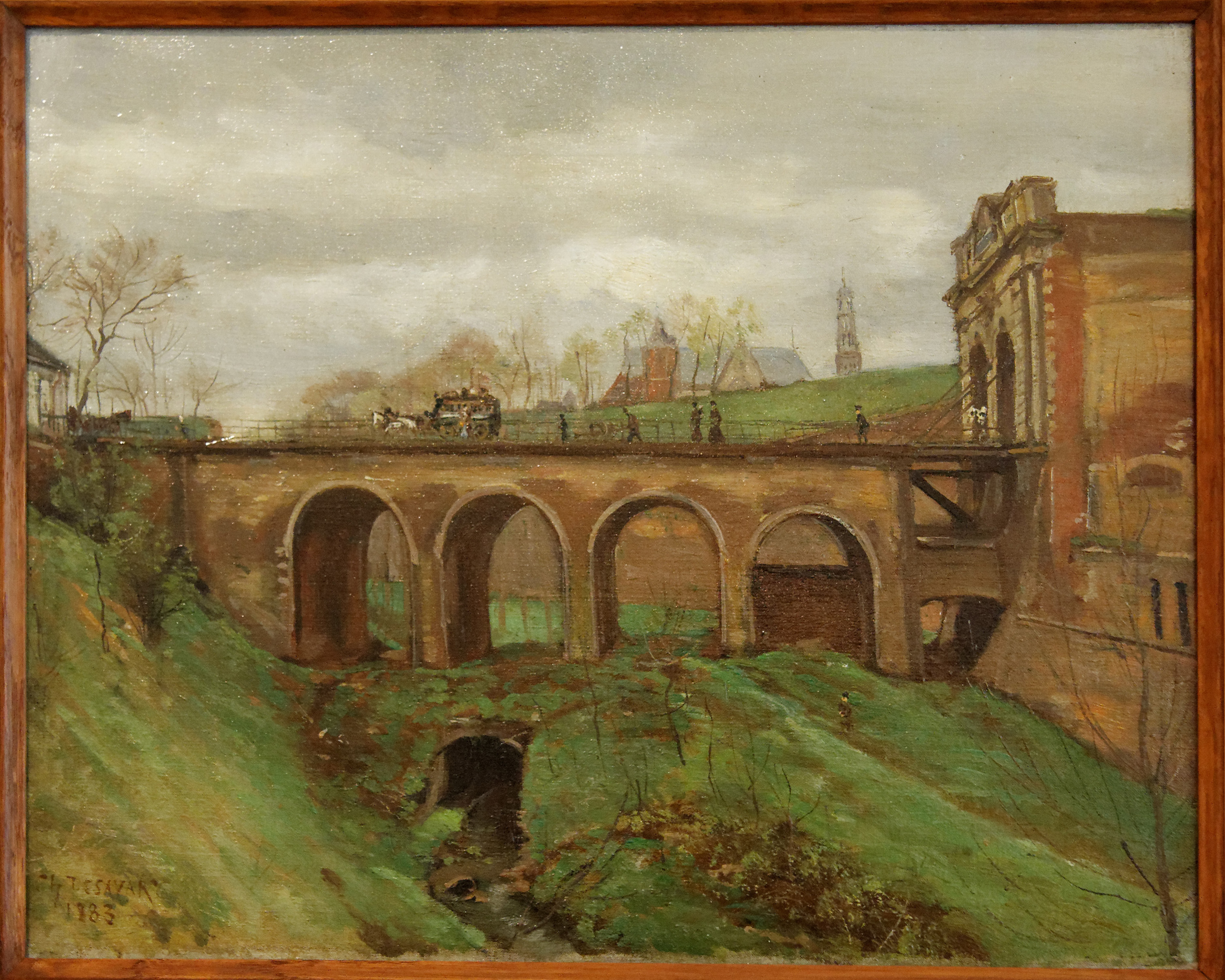
La Porte de Ronville.
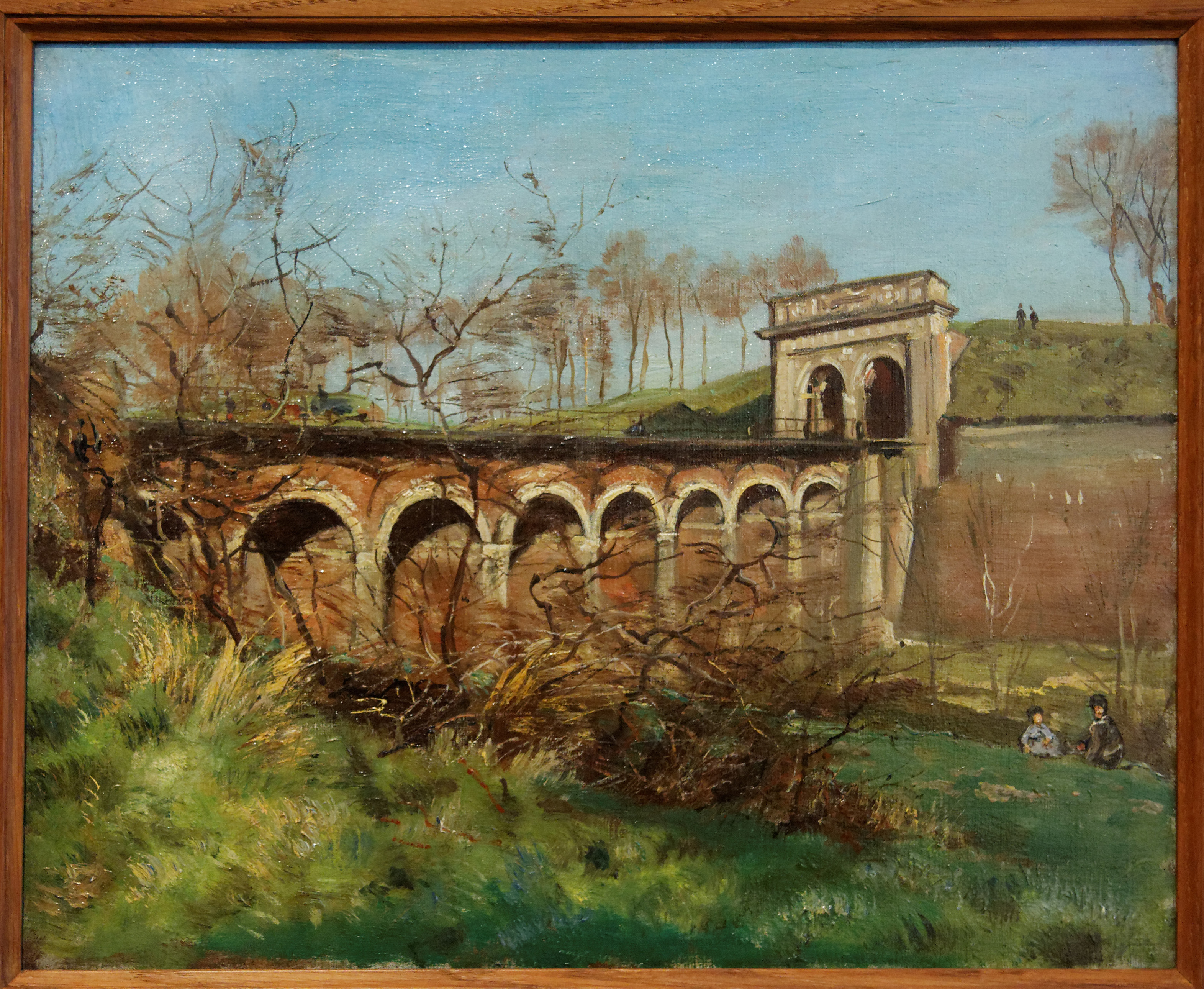
La Porte Baudimont.
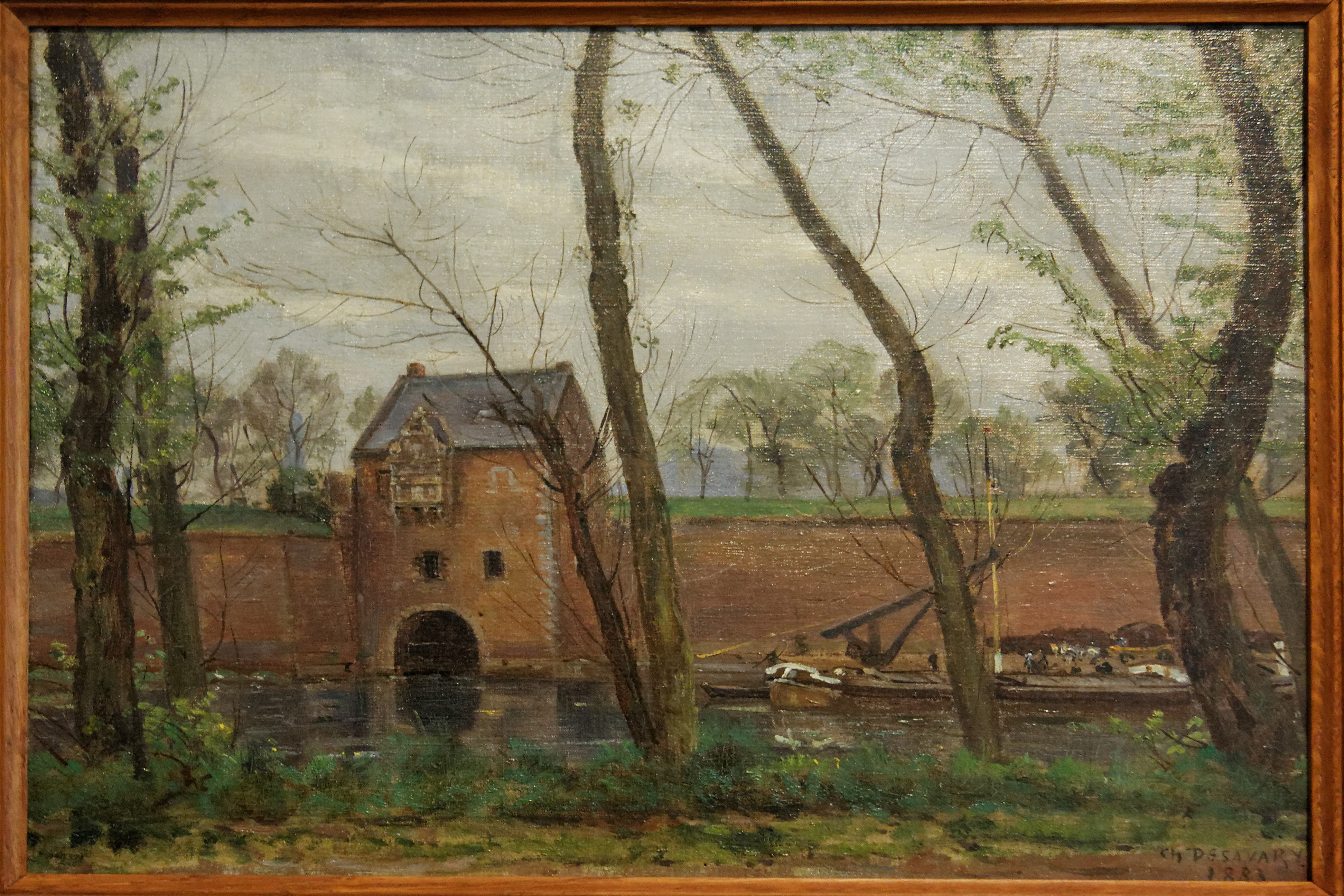
La Porte d'Eau.
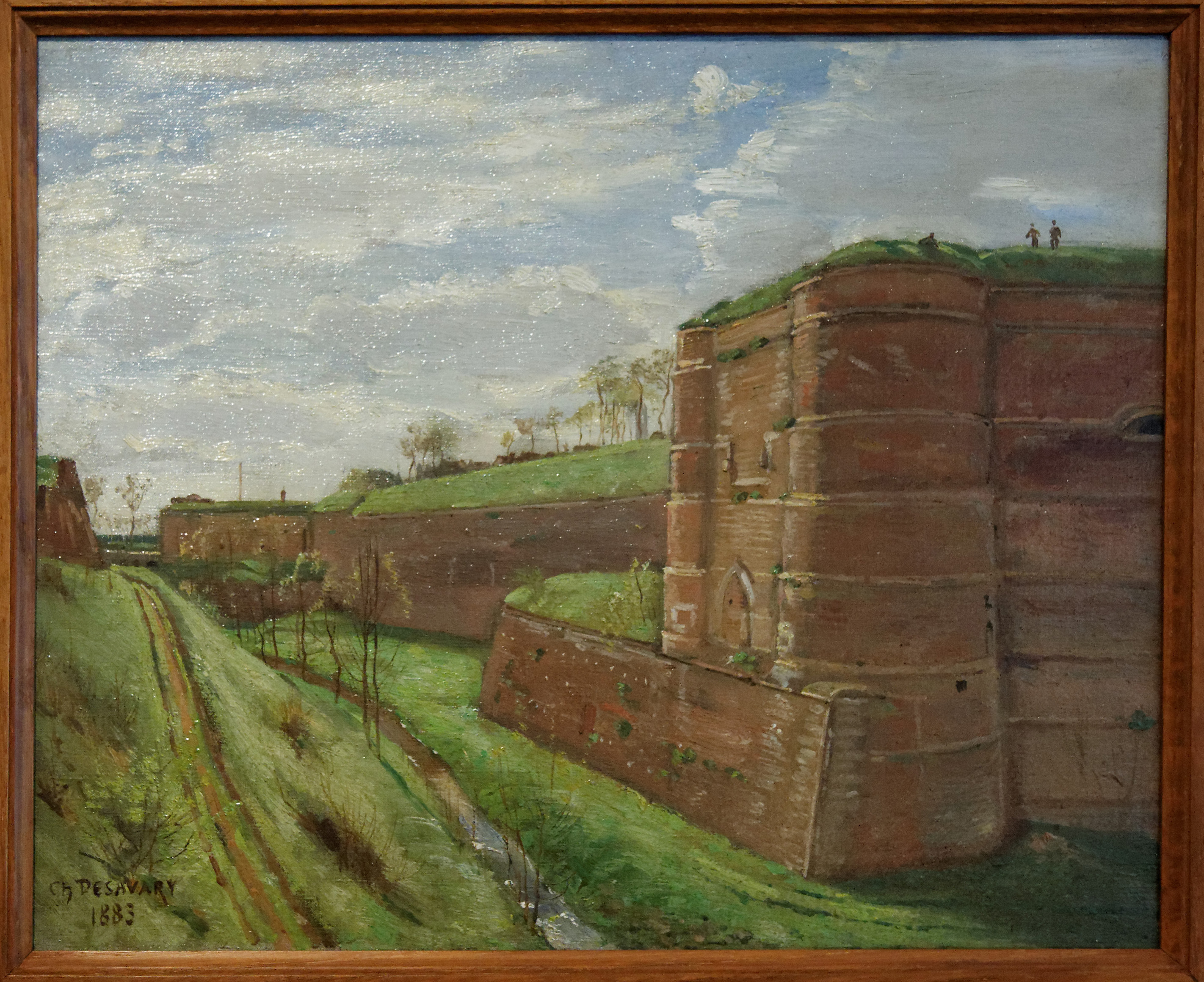
La Porte Saint-Nicolas

## Sources

#### Monographies
: document utilisé comme source pour la rédaction de cet article.
- [Le Gentil 1877] Constant Le Gentil, Le vieil Arras, ses faubourgs, sa banlieue, ses environs : souvenirs archéologiques et historiques, Arras, Eugène Bradier, 1877, 751 p. (lire en ligne), « Portes », p. 118-144.
- Honoré Bernard, Arras ville fortifiée, Arras, Musée d'Arras, 1993, 128 p.